# Maria Giuseppa Liesch
Maria Giuseppa Liesch (Ferrara, 28 giugno 1883 – Firenze, 24 agosto 1930) è stata una pittrice, illustratrice e incisora italiana.

## Biografia
Figlia di Giovanni, di origine svizzera, e di Maria Antonia Laim. Dopo i primi studi alla civica scuola Dosso Dossi con Angelo Longanesi-Cattani e all'Accademia di belle arti di Bologna, ottenne l'abilitazione all'insegnamento del disegno lavorando dal 1910 in alcune scuole ad indirizzo tecnico a Ferrara (scuola Costanza Monti Perticari), Firenze, Taranto e Genova.
Dopo la morte di alcuni familiari colpiti da tisi, si trasferì nel 1922 con la madre a Firenze (dove insegnò presso la scuola Lucrezia Mazzanti sino alla morte) a causa di ulteriori problemi familiari, tra cui le pressanti richieste economiche da parte dell'instabile fratello minore Paolo.
Morì nell'Ospedale di Santa Maria Nuova a seguito di un'aggressione a colpi di martello da parte del fratello, avvenuta durante uno dei numerosi litigi.

## Lo stile
Fu pittrice da cavalletto, illustratrice, designer e inciditrice.
Mentre le incisioni appaiono di impostazione accademica senza tentativi di stilizzazione in chiave moderna, il suo gusto nelle opere da cavalletto, spesso di piccole dimensioni, viste anche le recensioni ricevute alle varie esposizioni, risultava macabro e decadente, inseribile nel simbolismo liberty, con richiami a Gaetano Previati e allo stile dell'amico e collega Pier Augusto Tagliaferri. Assieme a quest'ultimo elaborò alcune illustrazioni per la Divina Commedia.

## Esposizioni
Partecipò a varie esposizioni ferraresi:
- 1905: rassegna del Circolo Artistico
- 1909: mostra in onore di Biagio Rossetti (Maga, Studio notturno, Arabo o portatore d'acqua, Testa di Cristo)
- 1912: Permanente della Società Benvenuto Tisi da Garofalo (La Vittoriosa ed un disegno mortuario)
- 1913: Permanente della Società Benvenuto Tisi da Garofalo (Una visione di dolore)
- 1920: Esposizione d'Arte Ferrarese, Palazzo dei Diamanti con Il pino, acquaforte, opera sorteggiata l'anno seguente tra i soci della Tisi.[2][5]

### Retrospettive
1990: 4ª Biennale Donna - 1990 - Presenze femminili nella vita artistica a Ferrara tra Ottocento e Novecento, Ferrara, Centro Attività Visive di Palazzo dei Diamanti, 3 marzo - 29 aprile 1990.
Nel 1996, venne inserita da Antonio P. Torresi nel repertorio dei Neo-medicei riguardante artisti e antiquari operanti a Firenze tra Otto e Novecento.
Nel 2006 una sua opera venne esposta nella rassegna fiorentina Etruria Novecentesca.

## Opere
Si dedicò all'incisione ad acquaforte, riprendendo palazzi e scorci ferraresi (Casa Romei, Via delle Volte, Castello estense) e ritratti idealizzati degli Este (Borso). Eseguì copie dei classici ferraresi (Sacra famiglia di Gian Francesco de' Maineri) e fu ottima illustratrice di gusto liberty, partecipando tra il 1912 ed il 1916 ad alcuni concorsi editoriali indetti dalla rivista torinese L'Artista Moderno. Realizzò la copertina della rivista L'aurora della scuola.
Un nucleo di sue opere era conservato dagli eredi di Ernesto Maldarelli, la cui figlia pittrice Beatrice fu tra le migliori amiche della Liesch.